# Каве (Варезе)
Каве је насеље у Италији у округу Варезе, региону Ломбардија.
Према процени из 2011. у насељу је живело 53 становника. Насеље се налази на надморској висини од 453 м.